# Poiana Sibiului
Poiana Sibiului – wieś w Rumunii, w okręgu Sybin, w gminie Poiana Sibiului. W 2011 roku liczyła 2548 mieszkańców.